# Kat DeLuna
Kathleen Emperatriz „Kat” de Luna (n. 26 noiembrie 1987, New York City, New York, SUA) este o cântăreață americană cu origini dominicane, câștigătoare a unui premiu Latin Billboard. A studiat opera în adolescență și a format la vârsta de 14 ani un grup muzical intitulat „Coquette”. În august 2007 a fost lansat primul ei album solo, 9 Lives, care s-a comercializat în peste 65 000 de exemplare în Statele Unite ale Americii. De pe acest material discografic au fost lansate trei discuri single. În 2010, DeLuna a înregistrat piese noi pentru cel de-al doilea album al său, intitulat Inside Out, cel mai nou cântec promovat de pe acesta fiind „Dance Bailalo”.
În 2007, DeLuna a câștigat premiul de „Cel mai bun cântăreț nou” la Los Premios MTV Latinoamérica 2007. În 2008 a câștigat Premiile TMF la categoriile „Cel mai bun cântăreț internațional nou” și „Cel mai bun cântăreț urban”. Cântecul lui DeLuna, „Whine Up”, a câștigat premiu de „Cea mai bună piesă latino de club a anului” la Premiile Muzicale Billboard Latino 2008 precum și Premiul Casandra în 2008 pentru „cel mai bun artist internațional”.
Cântăreața a fost numită ambasadoarea internațională a „Comisiei Latine Anti SIDA” pentru anul 2008. DeLuna și casa de discuri Epic Records au reziliat contractul în septembrie 2008. Registrul ei vocal cuprinde cinci octave, fiind adesea comparată cu Mariah Carey. Revista Billboard și cântărețul din El Salvador, Alvaro Torres, au numit-o „noua Selena”. DeLuna lucrează în prezent la cel de-al treilea album al său, Viva Out Loud, care va fi lansat în 2016.

## Copilăria și începuturile în muzică
Născută în Statele Unite ale Americii, DeLuna a copilărit o perioadă în Santo Domingo. Părinții ei sunt de origine dominicană, mama fiind cântăreață și dansatoare, iar despre tatăl său interpreta declară că „are o voce foarte frumoasă”. Membrii familiei i-au observat calitățile vocale la vârsta de 6 ani. După mutarea în Newark, New Jersey, când DeLuna avea 9 ani, aceasta a folosit divorțul părinților ca sursă de inspirație pentru compunerea piesei „Estoy Triste”. Cântăreața a locuit o perioadă alături de mama sa și de cele două surori într-o singură cameră a unui apartament. În ciuda dificultăților materiale, DeLuna a început la vârsta de 14 ani să urmeze cursuri muzicale în cadrul „Școlii de Arte și de Interpretare” din New Jersey, unde a studiat opera timp de patru ani. DeLuna a fost soprană în corul acestei instituții,. În primul an a format un grup de fete intitulat „Coquette”. Genul muzical abordat era o combinație de latino cu hip-hop. Formația a cântat în deschiderea unui concert al rapperului Cassidy în 2004. Deși făcea parte din „Coquette”, DeLuna voia să se lanseze ca artistă solo. La 15 ani a participat la un concurs de karaoke organizat de compania Coca-Cola în cadrul căruia a interpretat „I Will Always Love You”, piesa lui Whitney Houston, obținând primul loc. În urma acestei competiții l-a cunoscut pe Rey Ruiz, cântărețul cubanez de salsa, care a sfătuit-o să-și compună singură piesele. În timpul liber, DeLuna asculta artiști precum Aretha Franklin și Billie Holiday, pe care îi imita la aparatul de karaoke.

## Cariera muzicală

### 9 Lives

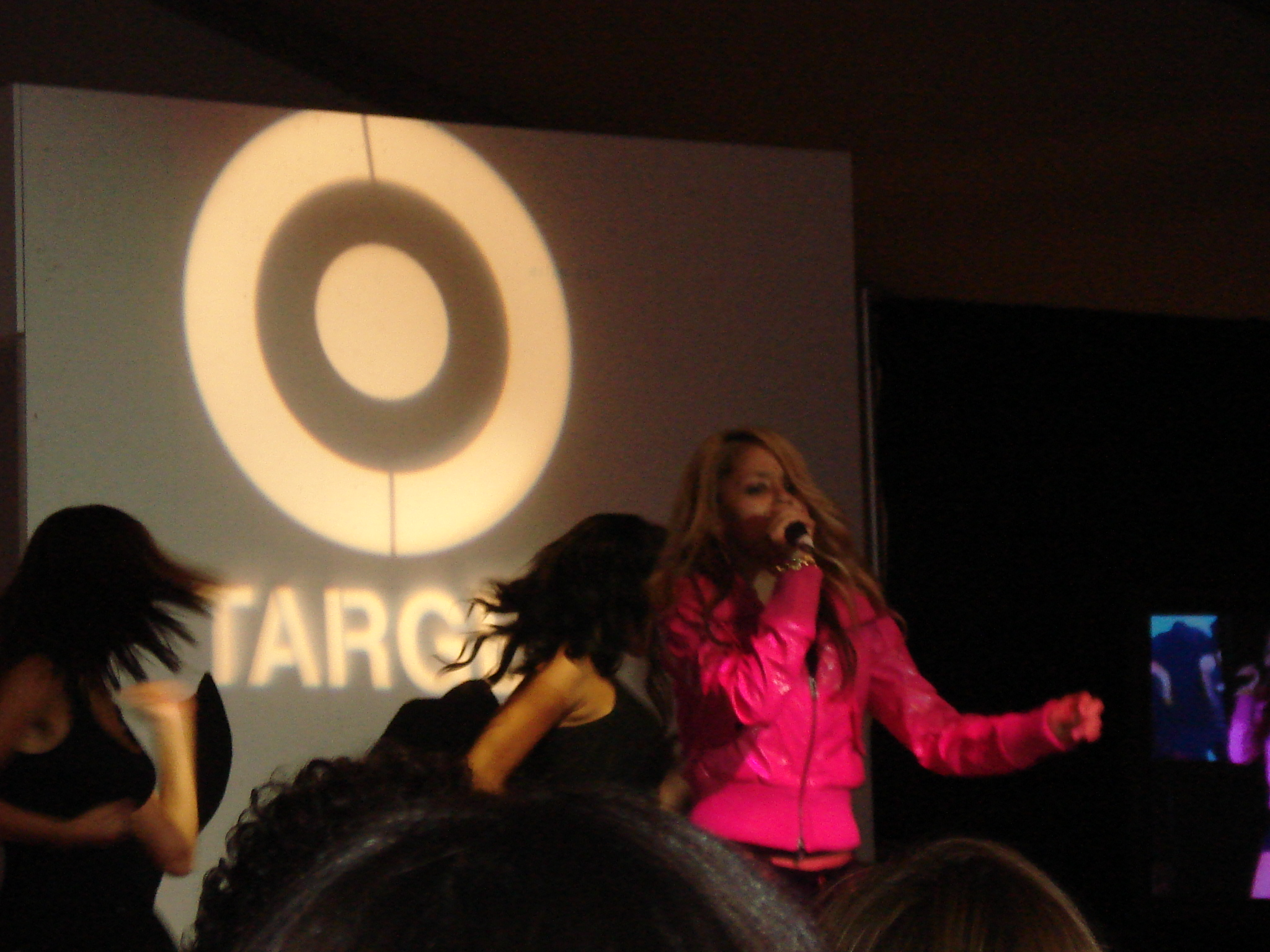
DeLuna în 2007

Tyrone Edmond, ce ulterior a devenit managerul ei, a convins-o pe DeLuna să renunțe la „Coquette”, deși cântăreața „credea în grup și nu voia să-l desființeze”. 
După ce s-a hotărât să înceapă un proiect muzical pe cont propriu, DeLuna a înregistrat un demo și a semnat un contract cu Epic Records în noiembrie 2006. Albumul de debut, intitulat 9 Lives, a fost lansat pe data de 7 august 2007 și a beneficiat de o relansare în primăvara anului 2008.
Materialul discografic, compus de Janet Sewell-Ulepic și de ea însăși, îi are ca producători executivi pe RedOne și pe Akon la noile piese, cu care are și o colaborare la piesa „Am I Dreaming”.
Albumul s-a vândut în peste 11 000 de exemplare în prima săptămână în S.U.A, 
debutând astfel pe locul 58 în Billboard 200, aceasta fiind și poziția maximă atinsă în acest clasament. All Music Guide i-a acordat trei stele și jumătate dintr-un total de 5, Andy Kellman afirmând că primul single lansat este miezul albumului. Materialul discografic a fost comercializat în 65 000 de copii în SUA, iar cântecele de pe 9 Lives s-au vândut în format digital în peste 866 000 de exemplare.
Primul single lansat de pe album a fost „Whine Up”, piesa fiind o colaborare cu Elephant Man. A primit recenzii mixte din partea criticilor de specialitate. Entertainment Weekly i-a acordat calificativul B, iar About.com l-a descris ca fiind „plăcut, dar de nereținut pentru distracția estivală”. Prima difuzare la posturile radio din Statele Unite ale Americii a avut loc la data de 15 mai 2007. Cântecul a activat moderat în această țară, ajungând în Billboard Hot 100 doar pe locul 29. Totuși, piesa a atins prima poziție în Billboard Hot Dance Club Play și s-a plasat pe locul 17 în Billboard Pop 100. „Whine Up” a obținut clasări mai bune în țările europene, atingând poziții de top 10 în România (locul 4), Belgia (locul 6), Bulgaria (locul 7), Portugalia (locul 8) și Franța (locul 9).
„Whine Up” a fost aleasă piesa oficială a evenimentului SummerSlam 2007.
DeLuna a înregistrat o versiune specială pentru acest cântec, la cererea celor de la The Mets. „Rise Up (Mets!)” a fost compus de David Brody și prezentat pe stadionul „Shea”, fiind ulterior difuzat la radioul din New York, z100. 
„Whine Up” a câștigat în cadrul ediției din 2008 a premiilor Latin Billboard distincția pentru Cântecul latino-dance de club al anului. Piesa a primit discul de aur pentru vânzările realizate pe piața muzicală americană.
„Run the Show” este cel de-al doilea cântec lansat de pe 9 Lives, varianta inclusă pe album reprezentând o colaborare cu Shaka Dee. Pentru discul single, partea de rap a acestuia a fost înlocuită cu una nouă, interpretată de Busta Rhymes. În țările latine a fost promovată versiunea cântată de Kat DeLuna împreună cu Don Omar. În ediția în spaniolă a revistei Billboard, Michael Menachem a descris interpretarea cântecului ca fiind „înfocată și caracteristică, ca și în cazul succesului anterior” al interpretei.
„Run the Show” a fost bine primit în cluburile americane, atingând poziția a doua în Billboard Hot Dance Club Play, însă piesa nu a reușit să intre în Hot 100. Cântecul a obținut clasări în top 10 în câteva țări de pe continentul european: Finlanda (locul 2), Bulgaria și România (locul 4), Belgia (locul 5), Franța (locul 6), Portugalia (locul 8). Piesa a fost utilizată de canalul de televiziune Fox pentru spoturile de promovare ale emisiunii So You Think You Can Dance.

### Rezilierea contractului cu Epic Records și un album nou,Inside Out

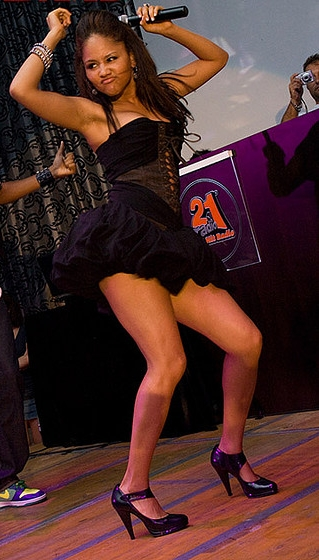
Kat DeLuna în 2008

În iulie 2008 DeLuna a declarat pe pagina ei oficială de pe MySpace că s-a întors în studioul de înregistrări pentru a lucra la viitorul ei album de studio.
Cântecul „Calling You” a fost postat mai târziu pe același site, DeLuna negând zvonurile conform cărora acesta va fi inclus pe cel de-al doilea material discografic al său. A fost anunțat că „In the End” va fi cel de-al treilea single lansat în Europa de pe 9 Lives. Cântăreața lucrează cu producătorul Marc Ronson la piesele de pe următorul său album. Interpretarea lui DeLuna din 2008 a imnului național al Statelor Unite a fost plasată de Time pe locul 8 în clasamentul celor mai proaste interpretări ale „The Star Spangled Banner”.
DeLuna a câștigat două distincții în cadrul premiilor TMF Awards din Belgia, la categoriile Cel mai bun artist urban și Cel mai bun artist nou. Cântăreața a înregistrat remixul oficial al piesei lui Akon, „Right Now (La La La)”, acesta putând fi ascultat pe profilul ei de MySpace. În 2008, interpreta a colaborat cu Darin pentru piesa „Breathing Your Love”, ce s-a clasat pe locul 2 în Suedia.

DeLuna nu mai este înscrisă la Epic Records, cele două părți implicate au decis să rezilieze contractul în luna septembrie a anului 2008: 
| “ | Sunt încântată să pășesc într-o etapă nouă din cariera mea. Ca artist tânăr, caut mereu căi inovatoare să-mi extind ocaziile, de la înregistrări la spectacole și am simțit că acum este timpul să fac o schimbare. Apreciez într-adevăr efortul depus de cei de la Epic Records pentru a mă ajuta în carieră și le doresc numai bine. | ” |

Cântăreața a semnat un contract cu casa de discuri Universal Motown, urmând să lanseze în 2009 cel de-al doilea album din cariera sa. Ca și în cazul lui 9 Lives, RedOne a participat la compunerea materialului discografic, intitulat Inside Out. Primul extras pe single se numește „Unstoppable” și este o colaborare cu Lil Wayne, fiind difuzat la posturile radio din Statele Unite ale Americii începând cu martie 2009. Videoclipul a avut premiera pe profilul cântăreței de MySpace pe 23 februarie 2009. DeLuna a descris piesa ca fiind „puțin diferită, dar nebunească”. Cântecul s-a clasat în Canadian Hot 100 pe locul 80. După eșecul comercial al acestuia, „Dance Bailalo” a fost lansat ca prim single oficial de pe Inside Out. Piesa conține pasaje din „Magdalenha”, interpretată în original de Sergio Mendez. Pe profilul de MySpace al lui DeLuna a fost postată data lansării cântecului (5 mai 2009) prin magazinele iTunes.
În iunie 2009, DeLuna a cântat alături de Shontelle la balul Liceului de Industrie a Modei din New York pentru a promova site-ul oficial al My Prom Style și a serialului de fashion reality „Ultimate Prom”. Trei adolescente au propus modele de rochii pentru a fi purtate la bal, una dintre acestea fiind alese și vândute la nivel național de Simplicity Patterns. În februarie 2010, DeLuna a participat la o nouă versiune în spaniolă a cântecului „We Are the World” denumit „Somos El Mundo”, alături de alți cântăreți dominicani precum Juan Luis Guerra, Milly Quezada, Eddy Herrera, Romeo (Aventura), Fernando Villalona și cântăreți latino precum Paulina Rubio, Thalia, Belinda, Luis Fonsi, și Chayanne, printre alții. Piesa a făcut parte dintr-o campanie de strângere de fonduri pentru victimele Cutremurului din Haiti. Tot în 2009, DeLuna a înregistrat o melodie intitulată „Shake It Up”, în colaborare cu Big Ali, pentru albumul Louder. Piesa s-a dovedit a fi un eșec comercial, nereușid să intre în clasamentele mondiale.

În aprilie 2010, DeLuna a lansat „Push Push” în colaborare cu Akon, discul single extras de pe cel de-al doilea album de-al ei. În timpul mini-turneului promoțional care a avut loc în Belgia și Franța în septembrie, DeLuna a semnat un nou contract cu Universal Music Belgia. Când a fost întrebată cum a ajuns să înregistreze acest cântec cu Akon, DeLuna a spus că totul a fost un accident. Într-o zi, când ea a dat din greșeală peste el, i-a spus că „Am ceva să-ți arăt”. „El a cântat piesa și eu am luat-o razna.” Single-ul a fost bine primit de critici. New York Daily News scria că, „Acest cântec este unul simplu, distractiv, și cu un refren oh-oh-oh pe mai multe tonalități interpretat de DeLuna, cu o contribuție majoră din partea lui Akon și un ritm care cu siguranță va face senzație în cluburi.” MTV a comparat cântecul lui Kat cu cele ale lui Lady Gaga, afirmând că „Push Push începe cu niște „oh-oh-oh-uri” care și-ar găsi locul într-o înregistrare de-a lui Gaga. „Push Push” a fost produs de Radio, dar încă se mai pot simți sunete inspirate de RedOne.” Discul s-a bucurat de un succes financiar internațional. A debutat pe locul în clasamentul canadian al Hot 100, datorită volumului de melodii descărcate digital. Single-ul a avut un mai mare succes în Europa, unde a ajuns pe locul 37. În Belgia, „Push” a devenit al treilea hit care s-a clasat în Top 20 cele mai bune single-uri, cea mai bună poziție a acestuia fiind cea cu numărul 15. În Franța s-a clasat pe locul al nouălea.
DeLuna a anunțat pe Twitter că al doilea single al albumului va fi „Party O' Clock”. Pe 22 octombrie acesta a fost lansat pe iTunes. Pe 2 noiembrie, DeLuna a lansat un videoclip pentru a promova lansarea lui Inside Out în Belgia și a dat publicității lista cântecelor de pe album. Inside Out a fost lansat pe 5 noiembrie 2010 în Belgia, debutând pe locul al 16-lea în clasamentul oficial al albumelor. Videoclipul piesei „Party O'Clock” a fost lansat pe 15 decembrie 2010. „Dancing Tonight” a fost următoarea piesă pentru care s-a turnat un videoclip, filmările având loc în New York în perioada 21-23 decembrie 2010. „Dancing Tonight” a debutat pe locul întâi în Billboard Dance Chart. Pe 29 iulie a fost lansat videoclipul Drop It Low pe canalul său oficial de YouTube, iar discul single al acesteia a fost lansat pe 27 septembrie.
La scurt timp după ce Jennifer Lopez și-a lansat piesa „On the Floor” pe 22 februarie 2011, mai mulți fani ai lui Kat DeLuna, precum și critici muzicali, au susținut că acea piesă este un plagiat după melodia „Party O'Clock” a lui DeLuna. Într-o declarație publicată de New York Daily News, DeLuna a susținut că „Este grozav faptul că artiști precum J.Lo se inspiră din muzica și stilul meu... Jennifer a ajutat la promovarea cântărețelor latino cum sunt și eu. O iubesc”, insistând pe faptul că acest lucru nu o deranjează. După ce a urmărit de mai multe ori videoclipul piesei „On the Floor”, DeLuna și-a schimbat părerea despre încălcarea drepturilor de autor. Într-un alt interviu în New York Daily News, ea a declarat că „Am mai văzut acest lucru și înainte, când artiștii mai bine cotați au încercat să „împrumute” din viziunea și ideile artistice ale unui artist în curs de dezvoltare, crezând că nimeni nu-și va da seama datorită aurei mari a lor,... Din fericire, fanii mei loiali și puterea Internetului au dat cărțile pe față”. Când Lopez a fost întrebată să răspundă la aceste acuzații în cadrul emisiunii Despierta America, ea a răspuns, „Ce? Pe bune? Chiar nu știam...”. Fiind întrebata de același lucru pentru a doua oară, Lopez a repetat spunând că nu știe de aceste comparații.

### Viva Out Loud
Pe 11 iulie 2012, Kat DeLuna a lansat un nou single în spaniolă, „Sobredosis” (în colaborare cu El Cata) pe contul oficial de Youtube. Pe 21 august 2012, Kat DeLuna a lansat un nou videoclip, „Wanna See U Dance”, la On Air with Ryan Seacrest, acesta fiind extras de pe al treilea său viitor album, "ViVa Out Loud". În aceeași zi single-ul a devenit disponibil pe iTunes. Pe 24 august 2012, Vevo a lansat acest videoclip și pe contul oficial de Vevo. „Sobredosis” a devenit disponibil pe iTunes pe 10 septembrie 2012. În 2013 a lansat un alt single pentru acest album, „Stars”. În 2015, DeLuna a lansat piesa „Bum Bum” în colaborare cu Trey Songz.
La 5 august 2016, Kat a lansat prima sa compilație, Loading, care cuprinde single-urile „Drop it Low”, „Wanna See U Dance (La La La)”, „Sobredosis”, „Stars”, „Bum Bum” și „What a Night”, dar și cântece nelansate în trecut.

## Stilul muzical

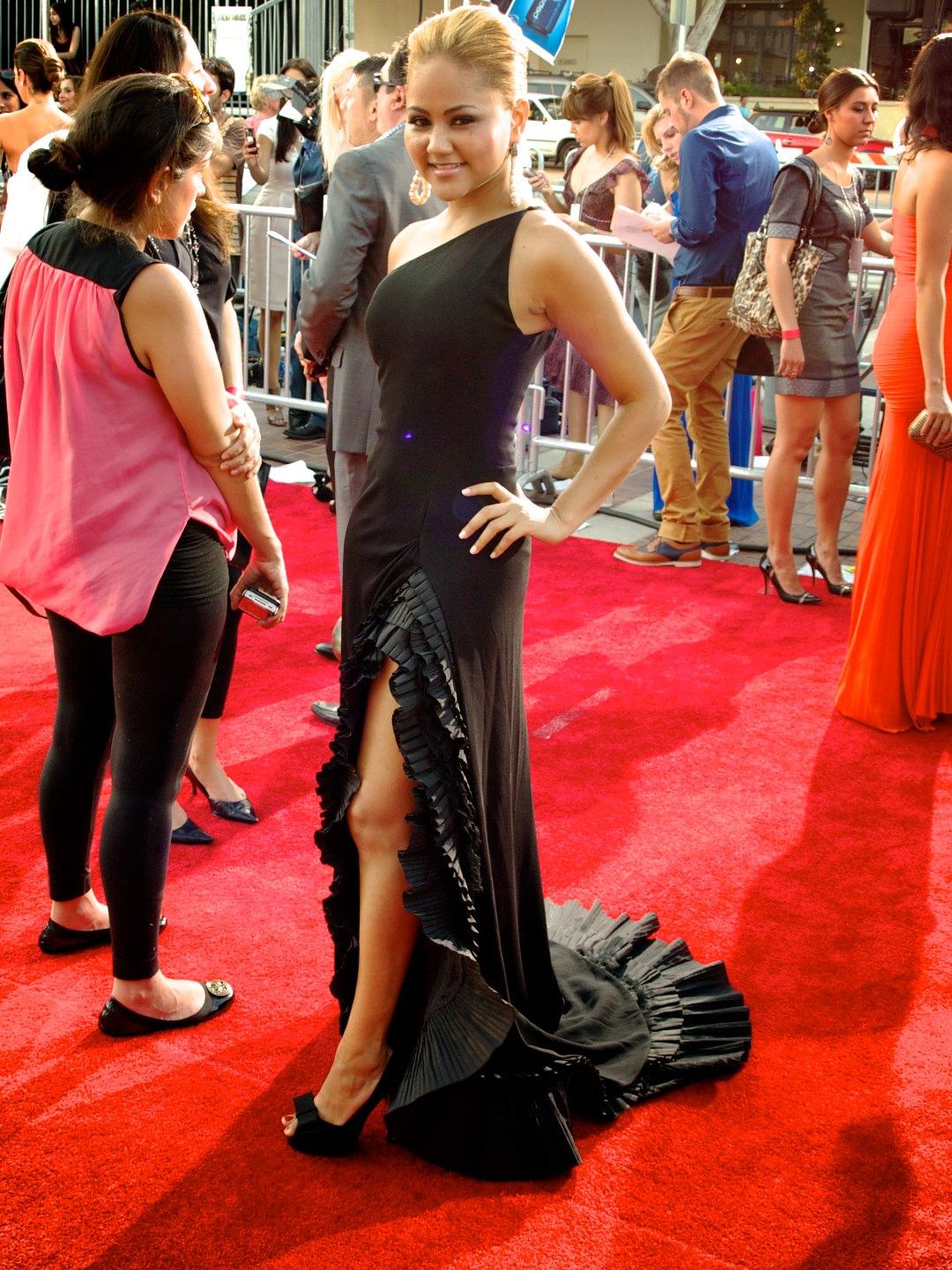
Kat DeLuna la Premiile Alma din 2012.

### Influențe
Pentru debutul său, DeLuna a abordat mai multe genuri muzicale. Piesele de pe 9 Lives, interpretate în engleză și spaniolă, conțin influențe dancehall, Latin-pop, Euro-pop, R&B, freestyle, existând și fragmente de operă. Allmusic observă capacitatea cântăreței de a aborda mai multe stiluri și abilitățile sale vocale considerabile. Andy Kellman apreciază cântece ca „Feel What I Feel”, „Be Remembered”, „Love Me. Leave Me” și „Whine Up”, fiind de părere că acestea „s-ar putea apropia de cele mai înalte poziții ale clasamentelor dance, R&B și latino”.
Entertainment Weekly afirmă că 9 Lives reprezintă un „debut solid” pentru DeLuna, comparându-i vocea cu cele ale „divelor dancehall de la sfârșitul anilor 80”. Revista Billboard scrie că interpreta are „reminescențe din vocea puternică a marii Selena”. Rolling Stone consideră că primul ei single este interpretat în maniera Rihannei, iar About.com obesrvă că pe refrenul acestei piese, DeLuna are „ceva din culoarea vocală a Shakirei”.

### Abilități vocale
DeLuna este capabilă să atingă note foarte înalte datorită celor patru ani în care a studiat opera. Este o soprană, registrul său cuprinzând 5 octave. Abilitățile sale de interpretare sunt comparate cu cele ale altor cântărețe, cum ar fi Mariah Carey. Videoclipul piesei „Whine Up” debutează cu artistă cântând o porțiune dintr-o arie de operă. Note acute sunt atinse și în partea de început a piesei „Am I Dreaming”. Revista americană Entertainment Weekly scrie că „DeLuna umple golul dintre Rihanna și Shakira”, 
iar Billboard Magazine afirmă că interpreta „poate iniția o mișcare muzicală prin forțele proprii”.

## Discografie

### Albume
- 2007: 9 Lives
- 2009: Inside Out
- 2016: Viva Out Loud

### Discuri single
- 2007: „Whine Up” cu Elephant Man
- 2008: „Run The Show” cu Busta Rhymes și Don Omar (single promoțional)
- 2008: „In the End”
- 2009: „Unstoppable” cu Lil Wayne
- 2009: „Dance Bailalo”
- 2010: „Push Push” cu Akon
- 2010: „Party O'Clock”
- 2011: „Dancing Tonight”cu Fo Onassis
- 2011: „Drop It Low”
- 2011-2015: "Shake It" (Dam'Edge feat. Fatman Scoop & Kat DeLuna)
- 2012: ”Dame” (Shaggy feat. Kat DeLuna)
- 2012: „Wanna See U Dance” (La La La)
- 2012: „Wild Girl”cu DJ Yass Carter
- 2013: ”Always On My Mind” cu Costi Ioniță
- 2015: "Bum Bum" cu Trey Songz
- 2016: „Nobody” (Faydee feat. Kat DeLuna & Leftside)

## Alte aspecte
- DeLuna a fost aleasă ambasadoarea internațională a „Comisiei Latine Anti SIDA” pentru anul 2008.[68] Pe 13 mai ea a preluat acest titlu în cadrul unor festivități organizate cu ocazia evenimentului de caritate, Cielo Latino, în care se strâng fonduri pentru a se combate această boală în comunitatea latină.[68] Ca o latină ce sunt, am obligația de a lupta contra SIDA în cadrul comunității noastre, a afirmat cântăreața.[68]
- DeLuna a susținut în 2008 o serie de concerte în România: pe 12 august în București la Turabo Society Club,[69] pe 14 august la Discoteca Tineretului din Costinești,[70] iar pe 16 august a susținut un spectacol în clubul Bamboo din stațiunea Mamaia.[71] Într-un interviu acordat postului muzical de televizune MTV, artista a declarat că speră să se îndrăgostească aici[72] și că se simte onorată când este comparată cu Jennifer Lopez, numind-o pe aceasta „un imperiu”.[73]

## Premii
| Anul | Ceremonia                        | Categoria                                   | Rezultatul   |
| ---- | -------------------------------- | ------------------------------------------- | ------------ |
| 2007 | International Dance Music Awards | Cel mai bun cântec latino/raggaeton         | Nominalizare |
| 2008 | Billboard Latin Music Awards     | Cântecul latino-dance de club al anului     | Câștigat     |
| 2008 | MTV Tr3s Viewer Choice Awards    | Cel mai bun cântăreț nou                    | Câștigat     |
| 2008 | The Music Factory Awards         | Cel mai bun cântăreț nou                    | Câștigat     |
| 2008 | The Music Factory Awards         | Cel mai bun cântăreț urban                  | Câștigat     |
| 2008 | Cassandra Awards                 | Cel mai bun cântăreț internațional nou      | Câștigat     |
| 2009 | ALMA Awards                      | Cea mai bună ascensiune a unui star feminin | Nominalizare |